# Ekskiftet-Linneskogen
Ekskiftet-Linneskogen är ett naturreservat i Sjöbo kommun i Skåne län.
Området är naturskyddat sedan 2011 och är 8 hektar stort. Reservat består av ädellövskogar på mark som tidigare varit ängar.